# 아이마라어족
아이마라어족(Aymaran, Aimara)은 안데스산맥 중부에 분포하는 작은 어족이다. 케추아어족과 더불어 안데스산맥 중부에 분포하는 두 주요 어족 중 하나이다. 볼리비아에 많은 화자가 분포한 아이마라어, 그리고 페루에서 절멸 위기에 놓여 있는 하카루어와 카우키어로 이루어진다.
Hardman (1978)은 이 어족을 하키어족(Haqi)이라 부르자고 제안한 바 있다. 알프레도 토레로는 ‘말하다’라는 뜻의 아루어족(Aru)이라는 이름을, 로돌포 세론 팔로미노는 아이마라어족이라는 이름을 제안하였다.
케추아어족, 특히 남부의 케추아 언어들은 아이마라어와 많은 어휘를 공유하기 때문에 가끔 케추마라어족이라는 단일 어족으로 묶이기도 한다. 그러나 공유하는 어휘가 많은 까닭은 계통이 아니라 장기간의 접촉으로 인한 차용으로 설명할 수도 있기 때문에, 그러한 주장은 논란의 여지가 크다.

## 음운론

### 모음
아이마라어족 언어들은 /a i u/ 3개의 모음 위치를 구별하고, 또한 대부분의 아이마라어와 하카루어 방언은 모음의 장단을 구분한다. 아이마라어에서 장모음은 보통 모음 글자 위에 트레마(¨)를 붙여 나타내고, 하카루어에서는 모음 뒤에 길이 부호(ː)를 붙여 나타낸다.

### 자음
아이마라어와 하카루어 모두 양순, 치경, 경구개, 연구개, 구개수 위치의 자음 음소가 있다. 파열음은 무기음, 유기음, 방출음의 3가지 계열이 대립한다. 두 언어 모두 치경, 경구개, 연구개 마찰음 음소가 있으며 여러 중설 및 설측 접근음 음소가 있다.

### 형태음운론
아이마라어족 언어에서는 모든 동사·명사 어근이 모음으로 끝나야 한다. 이는 케추아어족과 다른 점이다. 차용어에서도 마찬가지여서 스페인어 ‘habas’(콩들)은 아이마라어에서 ‘hawasa’가 되었고 하카루어에서는 ‘háwaša’가 되었다. 이런 특징은 다른 안데스 언어에서는 나타나지 않는다.
케추아어족과 마찬가지로 아이마라어족 언어들은 교착성이 높다. 그러나 많은 교착 접미사들이 선행 어근의 모음 탈락을 일으킨다는 차이가 있다. 예를 들어 ‘apa’ (가져가다)의 마지막 모음은 ‘ap-su’ (가지고 나가다)가 될 때 탈락한다.

## 분류
아이마라어족에는 셈하기에 따라 두 개 또는 네 개의 언어가 속한다.
- 아이마라어
  - 중부 아이마라어
  - 남부 아이마라어
- 하카루어
  - 카우키 방언

아이마라어 화자는 약 220만 명이다. 이 중 볼리비아에 170만 명이 살고, 페루에 35만 명이, 나머지는 칠레와 아르헨티나에 산다. 하카루어는 페루 중부에 약 725명의 화자가 있고, 카우키어는 2005년 기준으로 9명의 화자가 생존해 있었다. 카우키어에 대해 알려진 바는 별로 없지만 하카루어와 매우 가까운 관계임은 확실하다. 처음에 마사 하드먼은 매우 제한된 자료를 바탕으로 하카루어와 카우키어를 별개의 언어로 취급했지만, 이후의 모든 현장연구는 그 둘이 단일한 언어의 상호 의사 소통 가능한 두 방언임을 드러내고 있다.

## 참고 문헌
- Adelaar, Willem F. H.; & Muysken, Pieter C. (2004). The languages of the Andes. Cambridge language surveys. Cambridge University Press.
- Campbell, Lyle. (1997). American Indian languages: The historical linguistics of Native America. New York: Oxford University Press. ISBN 0-19-509427-1.
- Kaufman, Terrence. (1994). The native languages of South America. In C. Mosley & R. E. Asher (Eds.), Atlas of the world's languages (pp. 46–76). London: Routledge.